# Киселёва, Людмила Николаевна
Людмила Николаевна Киселёва (в девичестве — Саврулина; род. 25 июля 1951 года, Сусуман, СССР) — советская конькобежка. Участница зимних Олимпийских игр 1972 года, бронзовый призёр чемпионата Европы в многоборье (1972), чемпионка СССР (1973) и 3-кратная бронзовый призёр (1972, 1974, 1980) чемпионата СССР в абсолютном зачёте, серебряный призёр (1981 - 3000 м), бронзовый призёр (1972, 1974 - 1500 м, 1971, 1974, 1980 - 3000 м), неоднократная рекордсменка СССР. Мастер спорта СССР международного класса. Выступала за команду ВФСО «Динамо» (Свердловск).

## Биография
Людмила Саврулина встала на коньки в возрасте 9-ти лет в Свердловске. Потом занималась гимнастикой и даже балетом. В 1964 году пришла в детскую спортивную школу «Динамо», где познакомилась с тренером Геннадием Фёдоровичем Долгополовым. С тех пор она тренировалась у него неразлучно. 
В 1967/1968 годах Людмила проводила свой первый сезон, и в марте на первенстве страны среди девушек старшего возраста установила Всесоюзный рекорд в забеге на 1500 метров. В апреле 1968 года выиграла соревнования в многоборье на приз "Советского спорта" среди девушек. В 1969 году стала чемпионкой страны среди девушек старшего возраста. 
В 1970 году 18-летняя спортсменка заняла третье место на юниорском чемпионате СССР, что стало неплохим дебютом в группе юниоров. В марте 1971 года Саврулина стала бронзовым призёром на чемпионате СССР на дистанции 3000 метров.
В 1972 году студентка 4-го курса Свердловского политехнического техникума дебютировала на международном уровне и на чемпионате Европы в Инцелле удивила всех, завоевав бронзовую медаль в сумме многоборья и установила новый рекорд СССР на 1500 метров - 2:17,2 сек. В феврале на дебютных зимних Олимпийских играх в Саппоро заняла 8-е место в забеге на 3000 метров, 10-е на 1000 и 14-е на 5000 метров. В марте на чемпионате мира в Херенвене Саврулина по сумме четырёх дистанции заняла 7-е место, что стало неплохим результатом для дебютантки. Через две недели на домашнем чемпионате СССР стала бронзовым призёром в абсолютном зачёте.
На чемпионате СССР в 1973 году Людмила Саврулина впервые стала чемпионом СССР. После трёх дистанций с третьего места она передвинулась на первое и смогла удержать его после последней дистанции. В начале февраля на европейском первенстве в Брендбу заняла только 9-е место. В конце месяца на 
чемпионате мира в Стрёмсунде она финишировала в сумме многоборья на 14-м месте.
В январе 1974 года Людмила во второй раз выиграла "бронзу" на первенстве СССР и следом на чемпионате Европы в Алма-Ате заняла 4-е место в общем зачёте, при этом смогла выиграть третье место в забеге на 1500 метров. На 5-й зимней Спартакиаде народов РСФСР в феврале одержала победу в абсолютном зачёте, а также выиграла "серебро" на 1500 и 3000 метров и "бронзу" на 1000 метров.  
В 1974 году вышла замуж, позже родила дочурку Наташу. В течение двух лет Людмила трудилась монтажницей на предприятии в Свердловске, а в 1978 году участвовала в легкоатлетической эстафете "Вечернего Свердловска» на роликах за свой заводской коллектив. Тем же вечером пошла на первую после четырёхлетнего перерыва тренировку. Следующие два года выигрывала первенство завода, района, города, области. Уже в декабре 1978-го она соревновалась на традиционном матче трёх уральских городов - Челябинска, Перми и Свердловска и при температуре воздуха -28 градусов была первой с лучшей суммой очков. 
В 1980 году участвовала на чемпионате СССР в Свердловске, где завоевала бронзовую медаль в сумме многоборья. Через год выиграла бронзовую медаль на чемпионате страны на 3000 метров, стала лучшей на 7-й зимней Спартакиаде Свердловской области на дистанциях 500, 1000 и 3000 метров, заняла 2-е место на 3000 метров на зимней Спартакиаде РСФСР. В 1982 году завершила карьеру спортсменки.